# Jeannot Bullet
Jeannot Bullet (también conocido simplemente como "Jeannot"), fue un líder negro haitiano que formó parte del levantamiento de esclavos de agosto de 1791 en la colonia francesa de Saint-Domingue, lo cual dio inicio a la Revolución Haitiana, Bullet llegó a participar en diferentes revueltas junto a otros líderes negros como Dutty Boukman, Georges Biassou, Jean François Papillón, André Rigaud y Toussaint Louverture. Fue ejecutado por sus mismos compañeros de lucha debido a sus terribles crímenes cometidos.

## Biografía
Después de la Revolución Francesa de 1789, varios negros de la colonia Saint Domingue se reunieron secretamente para realizar una ceremonia vudú en el bosque de Bois Caiman, cerca de la ciudad de Cap-Français (actual Cabo Haitiano). A la cabeza del sacerdote vudú Dutty Boukman, los esclavos dieron comienzo a la revolución haitiana al levantarse contra sus amos, matando a miles y miles de hacendados blancos y quemando varias plantaciones de azúcar y café, luego de décadas y décadas de opresión y explotación. Cuando Boukman fue capturado por los franceses, estos inmediatamente procedieron a decapitarlo y exhibir su cabeza como escarmiento a los demás revoltosos, sin embargo esto motivó aún más a otros líderes negros a seguir continuando con la revolución pero esta vez al mando de Jean-François Papillón.   
Si bien el esclavo Jeannot Bullet era muy conocido entre los rebeldes, sin embargo éste solamente poseía un mediano liderazgo dentro de la estructura de los revolucionarios, pues cometió el error de lanzar viciosos ataques contra blancos y mulatos sin distinción, ideando métodos de tortura cada vez más espantosos para darles muerte. Hasta el propio Toussaint Louverture (el cual es considerado actualmente como el padre del Haití moderno) estaba asqueado de las actitudes y acciones de Bullet.
Las acciones empleadas por Bullet contra sus enemigos se las describía de la siguiente manera:

"Hombre negro, pequeño y delgado con modales imponentes y un rostro astuto velado. Era completamente despiadado...incluso con los de su propia clase...No se detendría ante nada para lograr sus propios fines, pues era audaz, aprovechando rápidamente las oportunidades que se le presentaba, ingenioso y capaz de una hipocresía total. No temía a nada ni a nadie; desgraciadamente se inspiraba en la crueldad, un sádico sin los refinamientos que aporta la llamada civilización. Colgó a los que había capturado con ganchos clavados debajo de la barbilla. Él mismo Jeannot Bullet les sacó los ojos con unas tenazas al rojo vivo. Cortó la garganta de un prisionero y comenzó a lamer la sangre que fluía, alentando a lo otros negros que le rodeaban a unirse a él a hacer lo mismo, pues Jeannot Bullet les decía: "Ah, amigos míos, qué buena, qué dulce es la sangre de los blancos. Bébetelo profundo y jura venganza contra nuestros opresores, nunca paz, nunca te rindas, lo juro por Dios"

La brutalidad de Jeannot Bullet no tenía límites, pues no solamente mató a colonos blancos y a los negros libres, sino que también a veces apuntó contra los mismos esclavos negros, de algunos de los cuales sospechaba que todavía eran leales a sus antiguos dueños blancos. En ese sentido, un comandante rebelde llamado Blin, que por compasión logró ayudar salvar a algunos blancos dueños de esclavos, fue luego brutalmente ejecutado por traición por el mismo Jeannot. 

### Muerte
En octubre de 1791, un hombre blanco llamado Gros, que estaba entre un grupo de prisioneros y que lamentablemente había tenido la mala suerte de caer en un campamento rebelde que se encontraba bajo el mando de Jeannot Bullet, logró dejar un valioso relato escrito y testimonial de aquella época. Según cuenta el testigo Gros, cuando no había combates donde se realizaban masacres o matanzas, entonces para combatir el aburrimiento el negro Jeannot Bullet ordenaba la tortura y ejecución de uno de sus prisioneros por lo menos cada 24 horas "para prolongar de esa manera su disfrute del sadismo". 
Sin embargo, unas horas antes de la ejecución de Gros y los demás prisioneros restantes, había llegado al campamento de forma sorpresiva y milagrosa un líder negro de mayor rango que Jeannot Bullet (ese otro líder rebelde era Jean-François Papillón) el cual inmediatamente ordenó el arresto de Bullet, para luego juzgarlo por sus atroces crímenes, siendo ejecutado ese mismo día por orden del propio Papillón. Pues cabe mencionar que los grandes líderes negros de la revolución haitiana como Toussaint Louverture, Georges Biassou y el mismo Jean-François Papillón habían visto conveniente deshacerse de una vez por todas del peligroso Jeannot Bullet debido a sus excesivas y brutales atrocidades cometidas contra los blancos, mulatos y los propios negros sin distinción alguna.